# Gold Beach (Oregon)
Pour la plage du débarquement de Normandie, voir Gold Beach.
La ville de Gold Beach est le siège du comté de Curry, situé dans l'Oregon, aux États-Unis.

## Géographie

### Climat
| Mois                                  | jan.     | fév.    | mars    | avril   | mai     | juin    | jui.    | août    | sep.    | oct.    | nov.    | déc.    | année    |
| ------------------------------------- | -------- | ------- | ------- | ------- | ------- | ------- | ------- | ------- | ------- | ------- | ------- | ------- | -------- |
| Température minimale moyenne (°C)     | 5,9      | 5,7     | 5,9     | 6,8     | 8,4     | 10,1    | 11,7    | 11,8    | 10,9    | 9,3     | 7       | 5,4     | 8,3      |
| Température moyenne (°C)              | 9,3      | 9,4     | 9,8     | 10,8    | 12,7    | 14,3    | 15,9    | 16,1    | 15,7    | 13,6    | 10,5    | 8,8     | 12,2     |
| Température maximale moyenne (°C)     | 12,6     | 13      | 13,7    | 14,8    | 16,8    | 18,6    | 20,1    | 20,3    | 20,4    | 17,8    | 14      | 12,2    | 16,2     |
| Record de froid (°C) date du record   | −11 1962 | −6 1989 | −3 2018 | −2 1975 | −1 1988 | 2 1971  | 2 2003  | 1 2003  | 4 1986  | −1 1971 | −4 1955 | −9 1990 | −11 1962 |
| Record de chaleur (°C) date du record | 23 2014  | 27 2006 | 27 2005 | 28 2014 | 30 2008 | 32 2003 | 32 2003 | 31 1993 | 39 2017 | 33 1972 | 26 1986 | 22 1997 | 39 2017  |
| Précipitations (mm)                   | 304      | 245,9   | 261,9   | 180,1   | 87,6    | 44,7    | 6,9     | 11,7    | 35,8    | 124,7   | 271,5   | 334,8   | 1 909,6  |
| dont neige (cm)                       | 0,5      | 0       | 0       | 0       | 0       | 0       | 0       | 0       | 0       | 0       | 0       | 0       | 0,5      |
| Nombre de jours avec précipitations   | 17,4     | 17,5    | 19,4    | 16,1    | 10,6    | 6,1     | 2,3     | 2,5     | 5       | 12,3    | 18,7    | 19,1    | 147      |
| Humidité relative (%)                 | 64,7     | 66,9    | 67,2    | 65,4    | 68,2    | 69,6    | 68,3    | 68,5    | 69,2    | 67,6    | 67,1    | 66,2    | 67,4     |
| Nombre de jours avec neige            | 0,03     | 0       | 0       | 0       | 0       | 0       | 0       | 0       | 0       | 0       | 0       | 0       | 0,03     |

| Diagramme climatique                                  |            |              |              |             |              |             |              |              |              |          |              |
| J                                                     | F          | M            | A            | M           | J            | J           | A            | S            | O            | N        | D            |
| 12,65,9304                                            | 135,7245,9 | 13,75,9261,9 | 14,86,8180,1 | 16,88,487,6 | 18,610,144,7 | 20,111,76,9 | 20,311,811,7 | 20,410,935,8 | 17,89,3124,7 | 147271,5 | 12,25,4334,8 |
| Moyennes : • Temp. maxi et mini °C • Précipitation mm |            |              |              |             |              |             |              |              |              |          |              |